# Emory Stephen Bogardus
Emory Stephen Bogardus (* 21. Februar 1882 nahe Belvidere, Illinois; † 21. August 1973) war ein US-amerikanischer Soziologe und 21. Präsident der American Sociological Association.
Bogardus legte 1908 das Bachelor-Examen und 1909 das Master-Examen an der Northwestern University ab und wurde 1910 an der University of Chicago zum Ph.D. promoviert. 1911 wurde er Soziologie-Professor an der University of Southern California.
1925 präsentierte Bogardus, der über die Soziologie hinaus zur Sozialpsychologie forschte, die von ihm entwickelte Skala der Sozialen Distanz (Bogardus-Skala), einer Guttman-Skala. Dabei handelt es sich um ein Verfahren zur Messung von Einstellungen.
Er amtierte 1931 als Präsident der American Sociological Association.

## Schriften (Auswahl)
- Introduction to the Social Sciences, 1913
- Introduction to Sociology, 1913
- Essentials of Social Psychology, 1917
- Essentials of Americanization, 1919
- A history of social thought, 1922
- The New Social Research, 1923
- Fundamentals of Social Psychology, 1924
- The City Boy and His Problems, 1926
- Immigration and Race Attitudes, 1928
- Contemporary Sociology, 1932
- The Mexican in the United States, 1934
- Introduction to Social Research, 1936
- The Development of Social Thought, 1940
- Sociology, 1949
- The Making of Public Opinion, 1951
- Principles of Cooperation, 1952
- The Observer, 1966.